# Daniel Zufferey
Pour les articles homonymes, voir Zufferey.
Daniel Zufferey, né le 14 mai 1969 à Sion et mort le 19 janvier 2005 à Sion, est un journaliste et écrivain valaisan.

## Biographie
Daniel Zufferey obtient une maturité latin-grec au lycée-collège des Creusets à Sion et diplôme de piano au conservatoire de Sion. De 1989 à 1991, il suit des études de droit à l'Université de Genève, puis des études de lettres à l'Université de Lausanne de 1991 à 1994. Il est tout d'abord employé à temps partiel à la Radio suisse romande avant d'effectuer un stage de journalisme à "La Presse Riviera/Chablais" à Montreux.
Journaliste, mais également écrivain, Daniel Zufferey publie en 1998, dans la collection Le Masque, L'Étoile d'or pour lequel il reçoit le Prix du roman policier du Prix du roman policier du Festival de Cognac, titre qui sera traduit en trois langues. La même année paraissent aux Éditions de l'Aire Douze ans de mensonge, puis, en 1999, Les Entrailles du Christ-Roi. En 2004, Daniel Zufferey fait paraître Meurtre en festival.
Il se suicide en janvier 2005.

## Œuvre

### Romans
- L'Étoile d'or, Paris, Librairie des Champs-Élysées, Le Masque no 2372, 1998
- Douze ans de mensonge, Vevey, Éditions de l'Aire, 1998
- Les Entrailles du Christ-Roi, Vevey, Éditions de l'Aire, 1999
- La Mort en festival, Vevey, Éditions de l'Aire, 2004

## Prix et distinctions
- Prix du roman policier du Festival de Cognac 1998 décerné à L'Étoile d'or

## Sources
1. ↑  « Décès de l'écrivain Daniel Zufferey », La Liberté,‎ 20 janvier 2005, p. 39 (lire en ligne, consulté le 29 août 2023).

- « Daniel Zufferey », sur la base de données des personnalités vaudoises sur la plateforme « Patrinum » de la Bibliothèque cantonale et universitaire de Lausanne.